# Легкий форвард

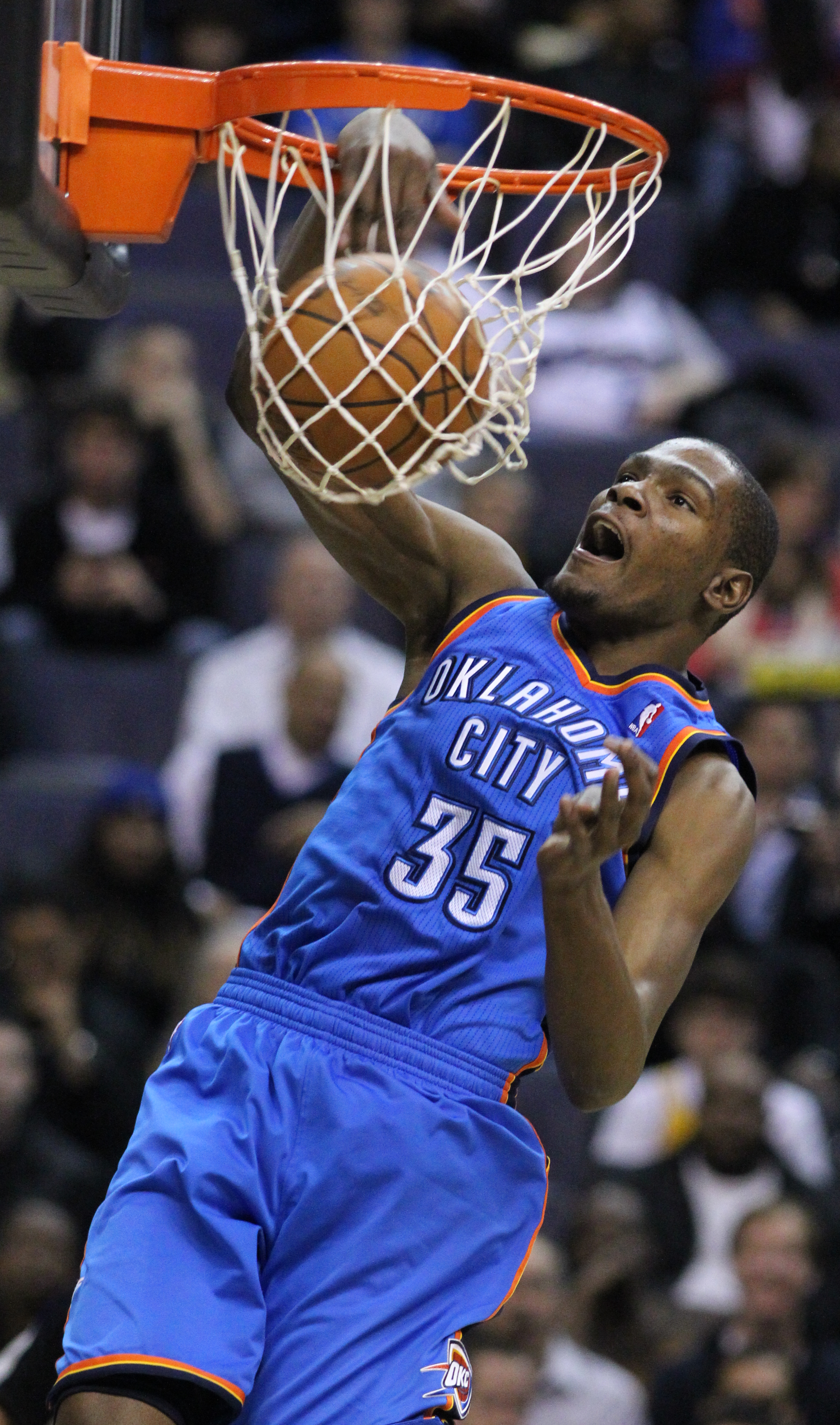
Кевін Дюрант

Легкий форвард, третій номер (в скороченні пишеться як "ЛФ" або латиницею "SF") — одна з п'яти типових позицій в баскетбольній грі.  Гравці цієї позиції в основному коротші, спритніші і швидші за важких форвардів і центрових, але інколи з таким же зростом. Ця позиція одна з найбільш універсальних серед п'яти інших, враховуючи яку роль вона відіграє. Зріст «третього номера», як правило, 193—206 см. Стандартним розташуванням для легкого форварда є місце між лінією штрафного та триочкового кидка. Більшість третіх номерів високо універсальні і істотно краще інших грають поблизу кошика.

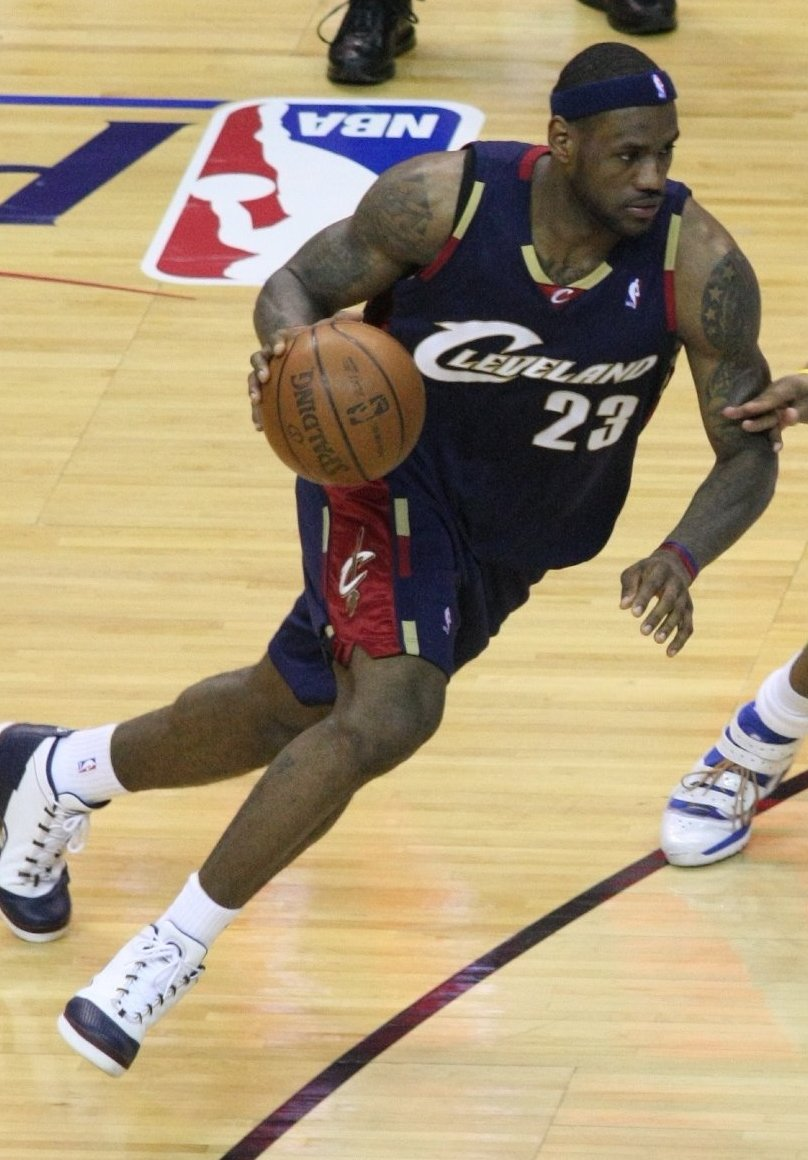
Леброн Джеймс

Головним завданням легкого форварда є здобуття очок і часто вони позаду лише за важкими форвардами і центровими в підбираннях, хоча в деяких випадках, наприклад Леброн Джеймс, який грає пойнтфорварда, треті номери відповідають за передачі в команді. Багато професійних баскетболістів, які виступають на позиції легкого форварда, в основному спеціалізуються на здобутті очок.  Стилі здобуття очок третіми номерами дуже відрізняються, такі як, наприклад, гравець Оклахома-Сіті Тандер Кевін Дюрант мають відточені кидки, інші, як наприклад, гравець Лос-Анджелес Лейкерс Метта Ворлд Піс (в минулому Рон Артест) надає перевагу жорсткій грі під кошиком, створюючи і/або не ухиляючись від фізичного контакту з гравцем суперників, в той час як такі гравці як Кармело Ентоні і Леброн Джеймс, також не відмовляються від жорсткої гри, але при цьому володіють добре відточеним кидком, особливо в стрибку.
Однією з спільних рис серед всіх видів стилю легких форвардів є вміння "здобувати право кидків зі штрафної", що пов'язано з порушенням правил (фолів) на них з боку захисту протилежної команди, а такі фоли виникають в результаті "жорсткої доставки" м'яча до кошика суперників, які виникають в результаті дій легких форвардів, таких як - слем-данк, кидку з подвійного кроку, кидку з-під кільця. Ось чому, вміння точного пробиття фолів є одним з основних для легких форвардів, більшість яких здобувають велику кількість очок за допомогою штрафних кидків.
Захист часто є основним завданням для легких форвардів, враховуючи їх атлетизм і розміри як перевагу для успішних захисних дій. Грант Хілл з Лос-Анджелес Кліпперс, Шон Меріон з Даллас Маверікс, Луол Денг з Чикаго Булс, Тейшон Прінс з Мемфіс Гріззліс, Тревор Аріза з Вашингтон Візардс, мають необхідний зріст і атлетизм для опіки гравців різних позиції, тому їх часто для цього і використовують. З колишніх гравців на позиції легкого форварда, які добре грали в захисті, можна виділити таких: Джон Хавлічек, Скотті Піппен, Майкл Купер, кожен з яких обирався до Збірних всіх зірок захисту НБА.